# Corispermum
- Commons
- Wikispecies

Corispermum L. é um género botânico pertencente à família Amaranthaceae. Também conhecida como Erva Daninha.

## Espécies
- Corispermum americanum (Nutt.) Nutt.
- Corispermum marginale Rydb.
- Corispermum orientale
- Corispermum simplicissimum Lunell
- Corispermum hyssopifolium L.
- Corispermum nitidum
- Corispermum hookeri Mosyakin
- Corispermum navicula Mosyakin
- Corispermum ochotense Ignatov
- Corispermum pacificum Mosyakin
- Corispermum pallasii Steven
- Corispermum leptopterum (Asch.) Iljin
- Corispermum sibiricum Iljin
- Corispermum pallidum Mosyakin
- Corispermum villosum Rydb.
- Corispermum emarginatum Rydb.
- Corispermum welshii Mosyakin
- Lista completa

## Classificação do gênero
| Sistema | Classificação                   | Referência               |
| ------- | ------------------------------- | ------------------------ |
| Linné   | Classe Monandria, ordem Digynia | Species plantarum (1753) |